# IC 4476
IC 4476 је елиптична галаксија у сазвјежђу Вага која се налази на листи објеката дубоког неба у Индекс каталогу.
Деклинација објекта је - 16° 14' 41" а ректасцензија 14h 39m 51,8s. Привидна величина (магнитуда) објекта IC 4476 износи 14,3 а фотографска магнитуда 15,3. IC 4476 је још познат и под ознакама NPM1G -16.0465, PGC 170358.